# Sankt Andrä am Zicksee
Sankt Andrä am Zicksee (bis 1982 St. Andrä bei Frauenkirchen) ist eine Marktgemeinde im Burgenland im Bezirk Neusiedl am See in Österreich mit 1389 Einwohnern (Stand 1. Jänner 2025). Der ungarische Ortsname der Gemeinde ist Mosonszentandrás oder Szentandrás.

## Geografie
Sankt Andrä am Zicksee ist historisch gesehen ein Breitangerdorf, etwa zwei Kilometer östlich des Zicksees im Seewinkel. Im Gemeindegebiet liegen drei Meierhöfe in Einzellage und unmittelbar am Zicksee die Wochenendhaussiedlung Zicksee.
Nachbargemeinden:
|          | Frauenkirchen                               | Halbturn |
| Apetlon  | Kompassrose, die auf Nachbargemeinden zeigt | Andau    |
| Pamhagen | Wallern                                     | Tadten   |

## Geschichte

St. Andrae und die Zick-Lacke (unten links) und Umgebung um 1873 (Aufnahmeblatt der Landesaufnahme)

Sankt Andrä wurde erstmals 1437 urkundlich erwähnt.
1437 und 1529 – im Zuge der Türkenkriege sowie 1605 beim Bocskaiaufstand – wurde der Ort zerstört, war lange Zeit öde, und wurde 1696 neu gegründet. Die ersten 20 nach der Neugründung erbauten Häuser wurden bereits in Form eines weiten Angers geplant, der auch heute noch erkennbar ist.
Wie das gesamte Burgenland gehörte St. Andrä bis 1920/21 zu Ungarn (Deutsch-Westungarn). Seit 1898 musste aufgrund der Magyarisierungspolitik der Regierung in Budapest der ungarische Ortsname Szent András verwendet werden.
Nach Ende des Ersten Weltkriegs wurde nach zähen Verhandlungen Deutsch-Westungarn in den Verträgen von St. Germain und Trianon 1919 Österreich zugesprochen. Der Ort gehört seit 1921 zum neu gegründeten Bundesland Burgenland (siehe auch Geschichte des Burgenlandes). Die postalische Bezeichnung des Ortes lautete noch bis in die 1980er-Jahre St. Andrä bei Frauenkirchen. Seit 2002 ist Sankt Andrä am Zicksee Marktgemeinde (durch LGBl. Nr. 66/2002).
Der Gemeinderat hat am 17. März 2017 die Abhaltung einer Volksabstimmung über die Errichtung eines orthodoxen Klosters beschlossen, welche am 11. Juni 2017 eine eindeutige Mehrheit für den Bau des Klosters brachte.
 In der jüngeren Geschichte machte der Ort Schlagzeilen aufgrund der Austrocknung des Zicksees im Jahr 2022 und löste in der weiteren Folge auch eine politische Debatte um die mögliche Rettung des Gewässers aus. Der See gilt als eine Art Verkehrsknotenpunkt für Zugvögel aus aller Welt.

### Bevölkerungsentwicklung
| Sankt Andrä am Zicksee: Einwohnerzahlen von 1869 bis 2025 | Sankt Andrä am Zicksee: Einwohnerzahlen von 1869 bis 2025 | Sankt Andrä am Zicksee: Einwohnerzahlen von 1869 bis 2025 | Sankt Andrä am Zicksee: Einwohnerzahlen von 1869 bis 2025 | Sankt Andrä am Zicksee: Einwohnerzahlen von 1869 bis 2025 |
| --------------------------------------------------------- | --------------------------------------------------------- | --------------------------------------------------------- | --------------------------------------------------------- | --------------------------------------------------------- |
| Jahr                                                      |                                                           |                                                           |                                                           | Einwohner                                                 |
| 1869                                                      | 1869                                                      |                                                           | 1.038                                                     | 1.038                                                     |
| 1880                                                      | 1880                                                      |                                                           | 1.164                                                     | 1.164                                                     |
| 1890                                                      | 1890                                                      |                                                           | 1.089                                                     | 1.089                                                     |
| 1900                                                      | 1900                                                      |                                                           | 1.115                                                     | 1.115                                                     |
| 1910                                                      | 1910                                                      |                                                           | 1.252                                                     | 1.252                                                     |
| 1923                                                      | 1923                                                      |                                                           | 1.332                                                     | 1.332                                                     |
| 1934                                                      | 1934                                                      |                                                           | 1.427                                                     | 1.427                                                     |
| 1939                                                      | 1939                                                      |                                                           | 1.467                                                     | 1.467                                                     |
| 1951                                                      | 1951                                                      |                                                           | 1.473                                                     | 1.473                                                     |
| 1961                                                      | 1961                                                      |                                                           | 1.427                                                     | 1.427                                                     |
| 1971                                                      | 1971                                                      |                                                           | 1.429                                                     | 1.429                                                     |
| 1981                                                      | 1981                                                      |                                                           | 1.390                                                     | 1.390                                                     |
| 1991                                                      | 1991                                                      |                                                           | 1.422                                                     | 1.422                                                     |
| 2001                                                      | 2001                                                      |                                                           | 1.397                                                     | 1.397                                                     |
| 2011                                                      | 2011                                                      |                                                           | 1.367                                                     | 1.367                                                     |
| 2021                                                      | 2021                                                      |                                                           | 1.384                                                     | 1.384                                                     |
| 2025                                                      | 2025                                                      |                                                           | 1.389                                                     | 1.389                                                     |
| Quelle(n): Statistik Austria, Gebietsstand 1.1.2021       |                                                           |                                                           |                                                           |                                                           |

## Kultur und Sehenswürdigkeiten

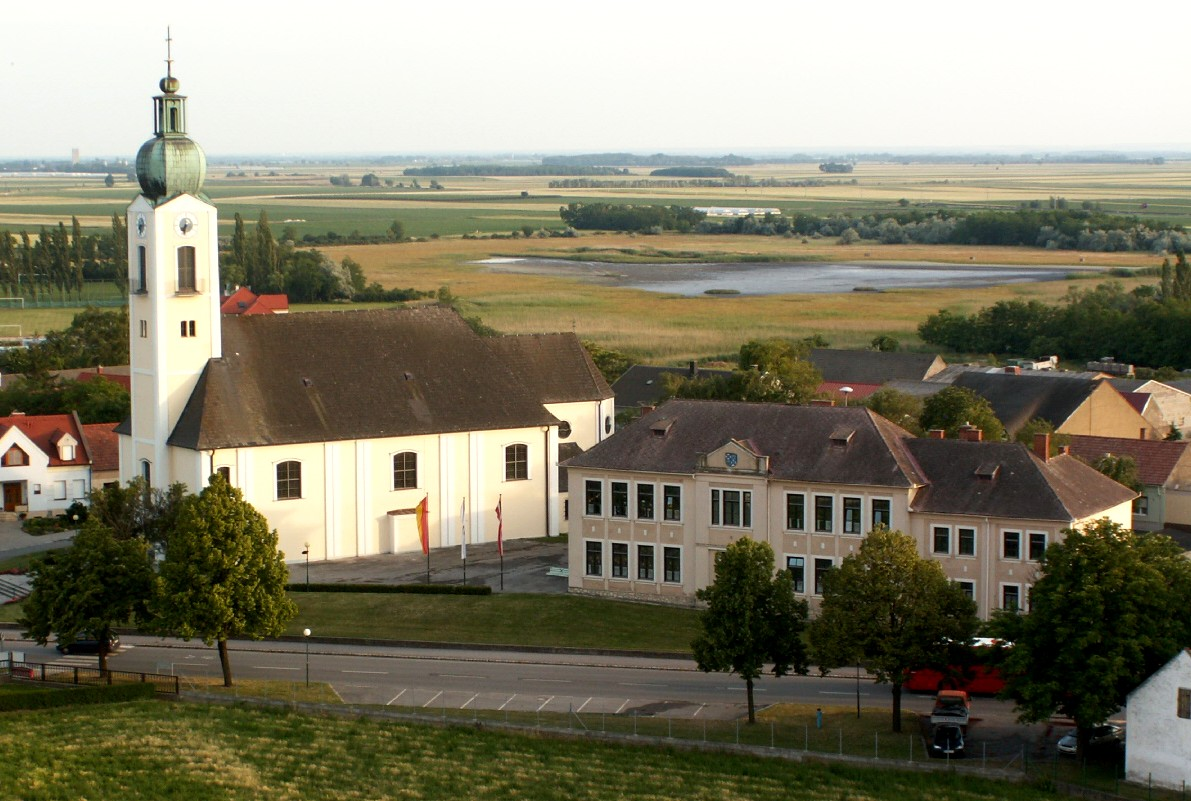
Pfarrkirche Sankt Andrä am Zicksee, Volksschulgebäude, im Hintergrund die Baderlacke

- Katholische Pfarrkirche Sankt Andrä am Zicksee
- Griechisch-orthodoxes Kloster Maria Schutz

### Freizeit und Sport

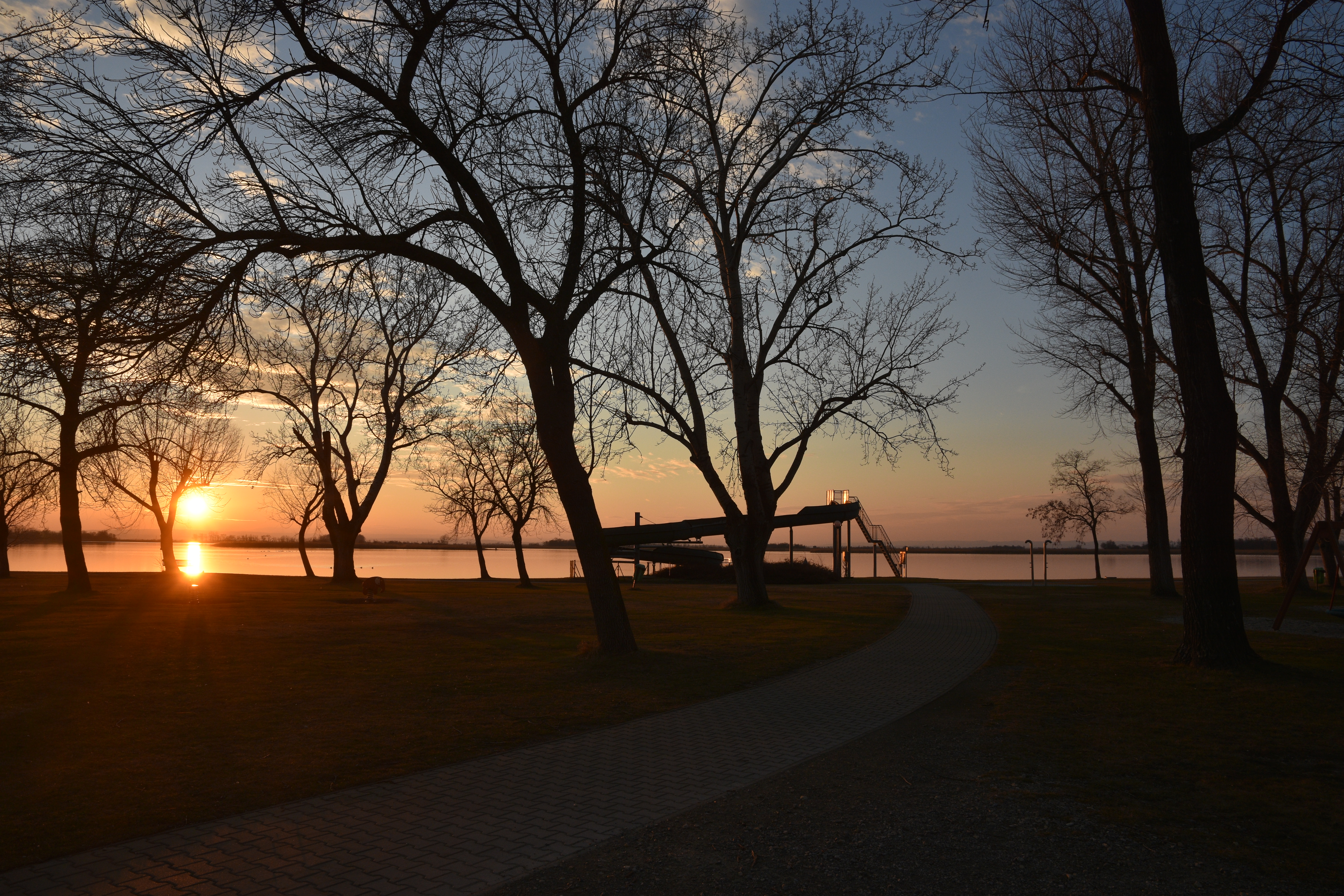
Sonnenuntergang am Zicksee

- Zicksee: Besondere Merkmale des Zicksees sind seine geringe Wassertiefe (im Schnitt 1,2 Meter) und der am Grund befindliche Heilschlamm, dem wohltuende Wirkungen auf Haut und Gelenke (z. B. bei rheumatischen Beschwerden) zugeschrieben werden. Am Zicksee befinden sich ein Campingplatz und ein Strandbad, er wird auch zum Windsurfen genutzt.
- Radfahren: 4 beschilderte Radrouten führen durch und um St. Andrä
- Tennis: 2 Tennisanlagen mit Sandplätzen
- Wandern: Durch St. Andrä führt mit dem Ostösterreichischen Grenzlandweg ein österreichischer Weitwanderweg.

## Wirtschaft und Infrastruktur

### Öffentliche Einrichtungen
Die Freiwillige Feuerwehr der Marktgemeinde Sankt Andrä am Zicksee ist im Jahre 1889 als Feuerwehrverein gegründet worden. Mit Inkrafttreten des burgenländischen Landesfeuerwehrgesetzes von 1935 erfolgte die Umwandlung in eine Körperschaft öffentlichen Rechts. Mit dem neugebauten Feuerwehrhaus hat die Freiwillige Feuerwehr im Jahr 2002 erstmals in ihrer Geschichte eine baulich selbstständige Einheit als Unterkunft erhalten.

## Politik

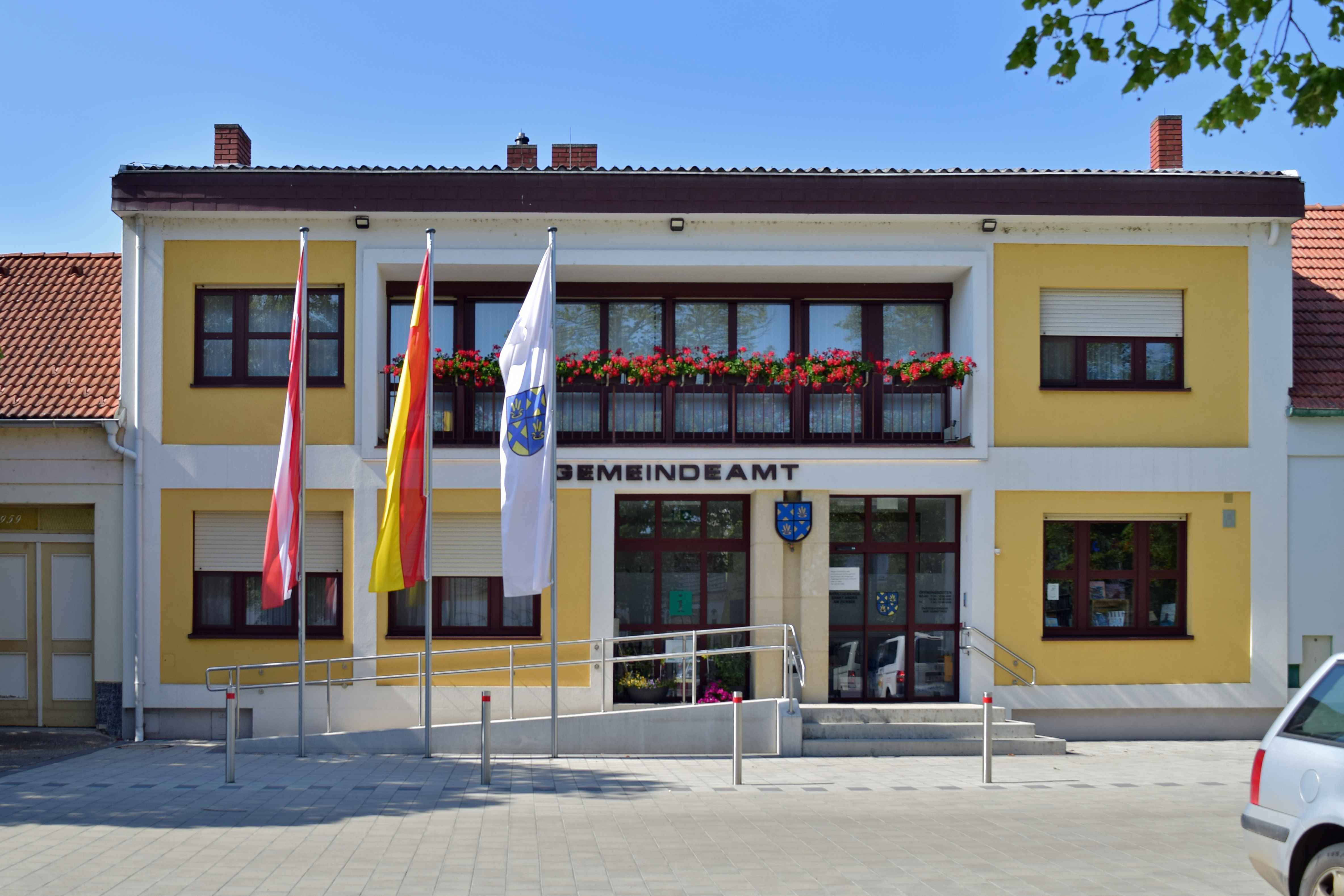
Gemeindeamt

### Gemeinderat
Der Gemeinderat umfasst aufgrund der Einwohnerzahl insgesamt 19 Mitglieder.
| Partei          | 2022             | 2022             | 2022             | 2017             | 2017             | 2017             | 2012             | 2012             | 2012             | 2007             | 2007             | 2007             | 2002             | 2002             | 2002             | 1997             | 1997             | 1997             |
| Partei          | Sti.             | %                | M.               | Sti.             | %                | M.               | Sti.             | %                | M.               | Sti.             | %                | M.               | Sti.             | %                | M.               | Sti.             | %                | M.               |
| --------------- | ---------------- | ---------------- | ---------------- | ---------------- | ---------------- | ---------------- | ---------------- | ---------------- | ---------------- | ---------------- | ---------------- | ---------------- | ---------------- | ---------------- | ---------------- | ---------------- | ---------------- | ---------------- |
| ÖVP             | 477              | 46,27            | 9                | 540              | 49,18            | 10               | 532              | 49,17            | 9                | 577              | 50,53            | 10               | 537              | 46,78            | 9                | 581              | 56,19            | 11               |
| SPÖ             | 428              | 41,51            | 8                | 384              | 34,97            | 7                | 550              | 50,83            | 10               | 565              | 49,47            | 9                | 580              | 50,52            | 10               | 453              | 43,81            | 8                |
| MIT A1          | 98               | 9,51             | 2                | 157              | 14,30            | 2                | nicht kandidiert | nicht kandidiert | nicht kandidiert | nicht kandidiert | nicht kandidiert | nicht kandidiert | nicht kandidiert | nicht kandidiert | nicht kandidiert | nicht kandidiert | nicht kandidiert | nicht kandidiert |
| MTH A2          | 28               | 2,72             | 0                | nicht kandidiert | nicht kandidiert | nicht kandidiert | nicht kandidiert | nicht kandidiert | nicht kandidiert | nicht kandidiert | nicht kandidiert | nicht kandidiert | nicht kandidiert | nicht kandidiert | nicht kandidiert | nicht kandidiert | nicht kandidiert | nicht kandidiert |
| FPÖ             | nicht kandidiert | nicht kandidiert | nicht kandidiert | 17               | 1,55             | 0                | nicht kandidiert | nicht kandidiert | nicht kandidiert | nicht kandidiert | nicht kandidiert | nicht kandidiert | 15               | 1,28             | 0                | nicht kandidiert | nicht kandidiert | nicht kandidiert |
| Wahlberechtigte | 1318             | 1318             | 1318             | 1328             | 1328             | 1328             | 1330             | 1330             | 1330             | 1341             | 1341             | 1341             | 1298             | 1298             | 1298             | 1181             | 1181             | 1181             |
| Wahlbeteiligung | 81,71 %          | 81,71 %          | 81,71 %          | 86,37 %          | 86,37 %          | 86,37 %          | 87,67 %          | 87,67 %          | 87,67 %          | 89,86 %          | 89,86 %          | 89,86 %          | 91,45 %          | 91,45 %          | 91,45 %          | 92,80 %          | 92,80 %          | 92,80 %          |

### Gemeindevorstand
[veraltet]Dem Gemeindevorstand gehören neben Bürgermeister Michael Franz Schmidt (SPÖ) und Vizebürgermeister Andreas Sattler (ÖVP) weiters Franz Lehner (SPÖ), Martin Öhler (ÖVP) und Georg Pölzer (ÖVP) an.

### Bürgermeister
- seit 2025 Martin Öhler (ÖVP)[14]
- 2022–2025 Michael Franz Schmidt (SPÖ)
- 2017–2022 Andreas Sattler (ÖVP)
- 2002–2017 Erich Goldenitsch (SPÖ)[13]

## Persönlichkeiten

### Söhne und Töchter der Gemeinde
- László Timaffy (1916–2002), ungarischer Folklorist und Geograph
- Käthe Lentsch (1923–2018), österreichische Soubrette und Schauspielerin
- Ottilie Rochus (1928–2016), Abgeordnete zum österreichischen Nationalrat a. D.

### Ehrenbürger der Gemeinde
- Karl Horvath (1919–1969)
- Otto von Habsburg (1912–2011)[15]

### Personen mit Bezug zur Gemeinde
- Katharina Pfeffer (* 1951), österreichische Politikerin (SPÖ), Abgeordnete zum österreichischen Nationalrat (Österreich) a. D., wohnt in St. Andrä am Zicksee
- Elisabeth Epp (1910–2000), deutsch-österreichische Schauspielerin, wohnte mehrere Jahre in St. Andrä am Zicksee
- Gretl Elb (1917–2006), österreichische Schauspielerin, wohnte mehrere Jahre in St. Andrä am Zicksee